# Robert Jungk
Robert Jungk (Berlijn, 11 mei 1913 – Salzburg, 14 juli 1994) was een Oostenrijks schrijver en journalist die veel heeft geschreven over onderwerpen gerelateerd aan kernwapens.